# St. Jakob (Gent)

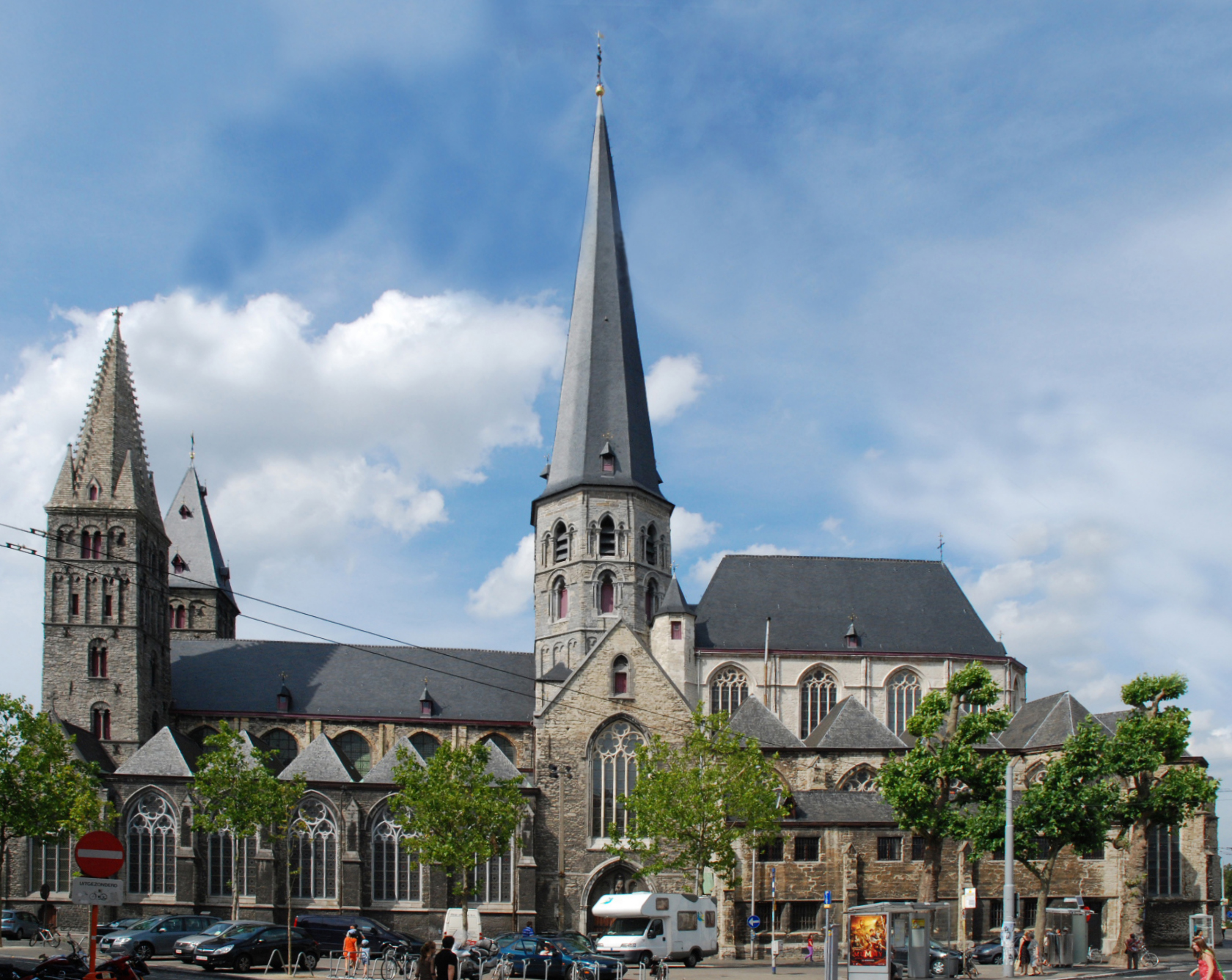
St. Jakob (Gent)

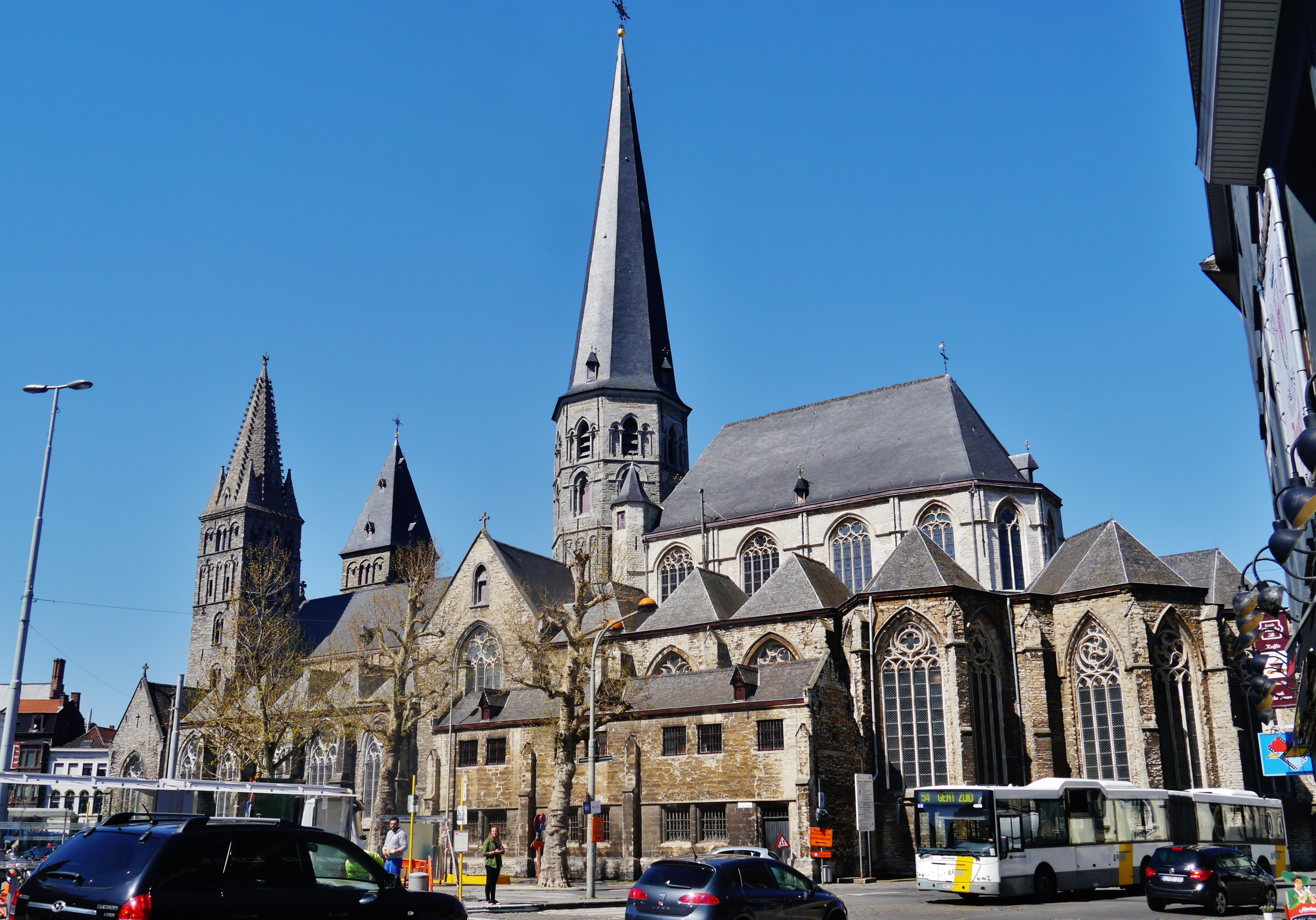
Ansicht von Süden

Innenansicht nach Osten

Die römisch-katholische Kirche St. Jakob (niederländisch Sint-Jacobskerk) ist eine der drei im Kern romanischen Kirchen im Stadtzentrum von Gent und wurde mehrfach umgebaut. Sie wird von der Gemeinde Sint-Jacob als Pfarrkirche genutzt und steht unter Denkmalschutz.

## Architektur
Das Bauwerk ist hauptsächlich aus Tournai-Kalkstein gebaut (mit Blaustein restauriert) und wurde später mit Sandstein aus Balegem überarbeitet. Im Kern stammt die Kirche aus dem 12. Jahrhundert, wurde aber im Laufe der Jahrhunderte mehrfach umgebaut und im vierten Viertel des 19. Jahrhunderts gründlich restauriert. Der Grundriss zeigt eine dreischiffige kreuzförmige Basilika mit fünf Jochen und Seitenkapellen auf beiden Seiten, zwei quadratische Westtürme, einen achteckigen Vierungsturm, ein Querschiff, einen fünfseitigen Chor mit Kapellenkranz und eine Sakristei im Süden. Es liegen keine Quellen vor, aus denen die genauen Daten der verschiedenen Baukampagnen hervorgehen. Es ist aber bekannt, dass die erste Kirche im Jahr 1120 abbrannte, weshalb einige Jahre später eine neue errichtet wurde. Aus der zweiten Hälfte des 12. Jahrhunderts stammen die romanischen Westtürme mit vier durch Vorlagen markierten Stockwerken: Rundbogenfenster mit Teilungssäule und Blendnischen, die heute mit Blendbögen verziert sind. Die achteckige Schieferhaube des Südturms mit Krabben stammt aus dem 15. Jahrhundert.
Der Giebel, der die beiden Türme verbindet, wurde bei der Restaurierung vollständig erneuert und zeigt ein Rundbogenportal mit Archivolten, im oberen Teil mit einem Ausschnitt, darüber ein ähnliches Rundbogenfenster mit einer Rosette, flankiert von Türbögen, die durch einen Bogenfries miteinander verbunden sind, und gekrönt von einem Rundbogengiebel mit zwei Fenstern. Zwei neugotische Kapellen mit Spitzbogenfenstern flankieren die Westfassade. Im Vierungsturm, der von vier Pfeilern getragen wird, sind der romanische Teil mit Rundbogennischen und die beiden gotischen Geschosse mit spitzbogigen Schallöffnungen durch Kaffgesimse voneinander getrennt. Der Übergang vom Viereck zum Achteck wird an der Außenseite durch den winkelförmigen Anbau markiert, der von einer halbpyramidalen Spitze überdeckt wird.
Das romanische zweijochige Querschiff mit Spitzgiebeln erhielt durch die Restaurierung ein neugotisches Aussehen. Diese romanischen Elemente verraten einen deutlichen normannischen Einfluss auf die Architektur des linken Scheldeufers. Im Laufe des 13. Jahrhunderts wurden das Kirchenschiff und der Chor bereits im gotischen Stil umgebaut. Das heutige Mittelschiff stammt aus dieser Zeit: Durch die Anhebung des Fußbodens sind die Sockel der romanischen Säulen unter den gotischen Pfeilern erhalten geblieben. Die heutigen Seitenschiffe und die mit separaten Walmdächern abgeschlossenen Seitenkapellen auf einem schrägen Sockel mit Spitzbogenfenstern zwischen den Strebepfeilern der Seitenschiffe stammen jedoch vom Anfang des 17. Jahrhunderts, obwohl die Fundamente aus dem 13. Jahrhundert herrühren. Sie wurden erst einige Jahrzehnte später überwölbt. Der Chor wurde zu Beginn des 15. Jahrhunderts aus Kalkstein umgebaut und um einen Chorumgang mit Kapellenkranz mit Spitzbogenfenstern erweitert, die durch Strebepfeiler mit gestuften Oberflächen getrennt sind; im Norden befindet sich eine kleine Treppe. Im 18. Jahrhundert wurde die Kirche dem neuen Stil angepasst und erhielt ein völlig anderes Aussehen. Das Hauptportal wurde vollständig verputzt und mit drei neuen glockenförmigen Giebeln und mit drei neuen Portalen versehen, ebenso wie die Querhausgiebel. Die gotischen Wandöffnungen wurden durch Segmentbogenfenster ersetzt, und das Maßwerk wurde entfernt. Die Sakristei südlich der Kirche wurde 1751 um ein Stockwerk aufgestockt. Sie ist ein Sandsteinbau auf rechteckigem Grundriss mit fünf Jochen, gedeckt mit einem Schieferdach mit drei Dachgauben, und hat rechteckige Sprossenfenster.
Die Restaurierung in den Jahren 1870–1906 unter der Leitung von Auguste Van Assche erfolgte im Geiste der Neugotik. Zunächst wurde die Fassade in Angriff genommen, allerdings mit einem Übermaß an Freizügigkeit: Das Portal wurde deutlich reicher ausgearbeitet, als es ursprünglich der Fall war. In den blinden Nischen der Westtürme wurden Blendbögen angebracht, obwohl es architektonisch dafür keine Anhaltspunkte gab. Die angrenzenden Kapellen aus dem 18. Jahrhundert wurden im neugotischen Stil umgebaut. Die Giebel des Querschiffs aus dem 13. Jahrhundert wurden mit neugotischen Portalen und Fenstern versehen. Außerdem wurden die Strebepfeiler und die Dacheindeckung restauriert. Das Innere und Äußere der Kirche wurden verziert und es wurden Spitzbogenfenster hinzugefügt.

## Inneres

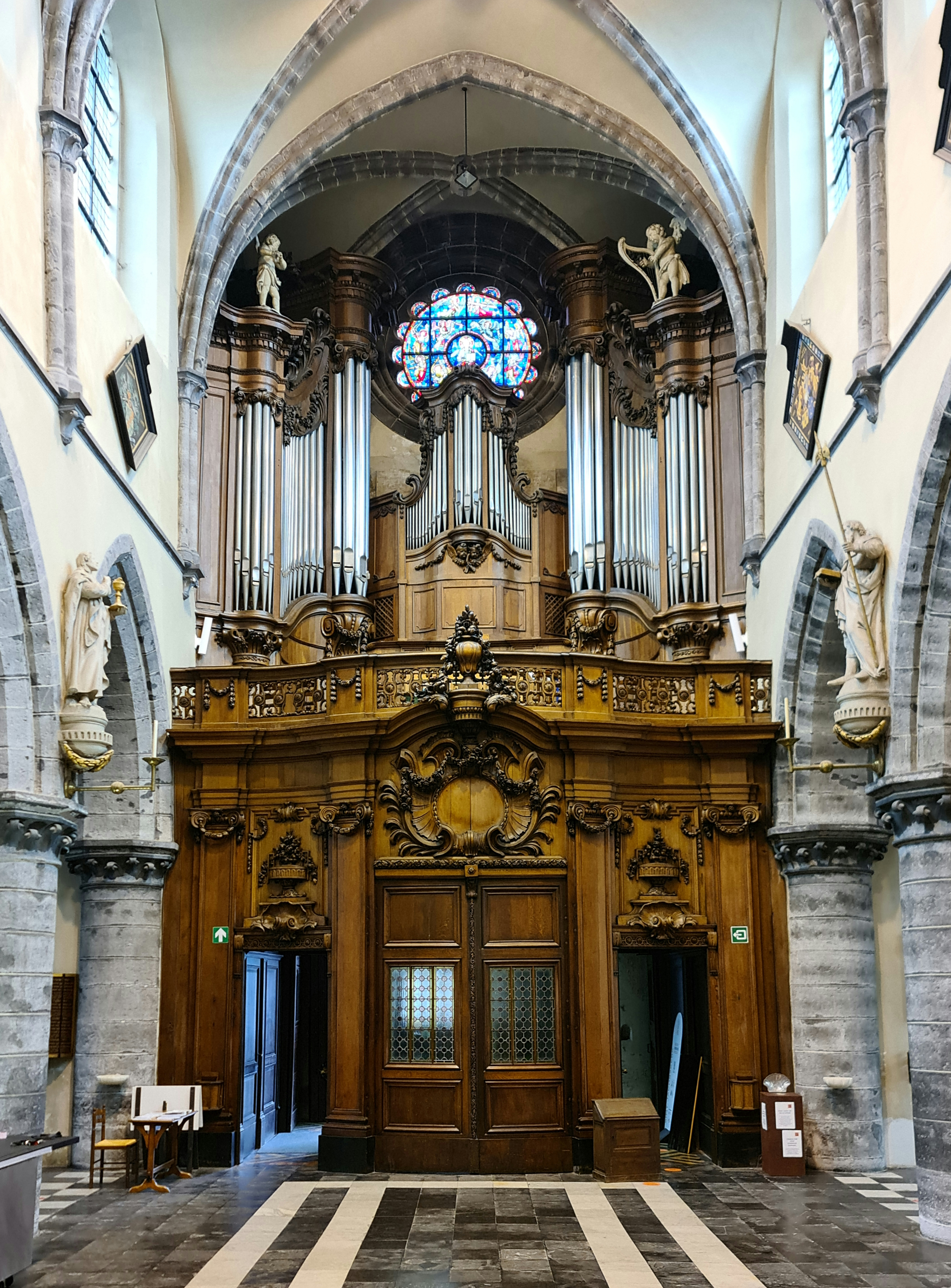
Innensicht nach Westen zur Empore mit Orgel

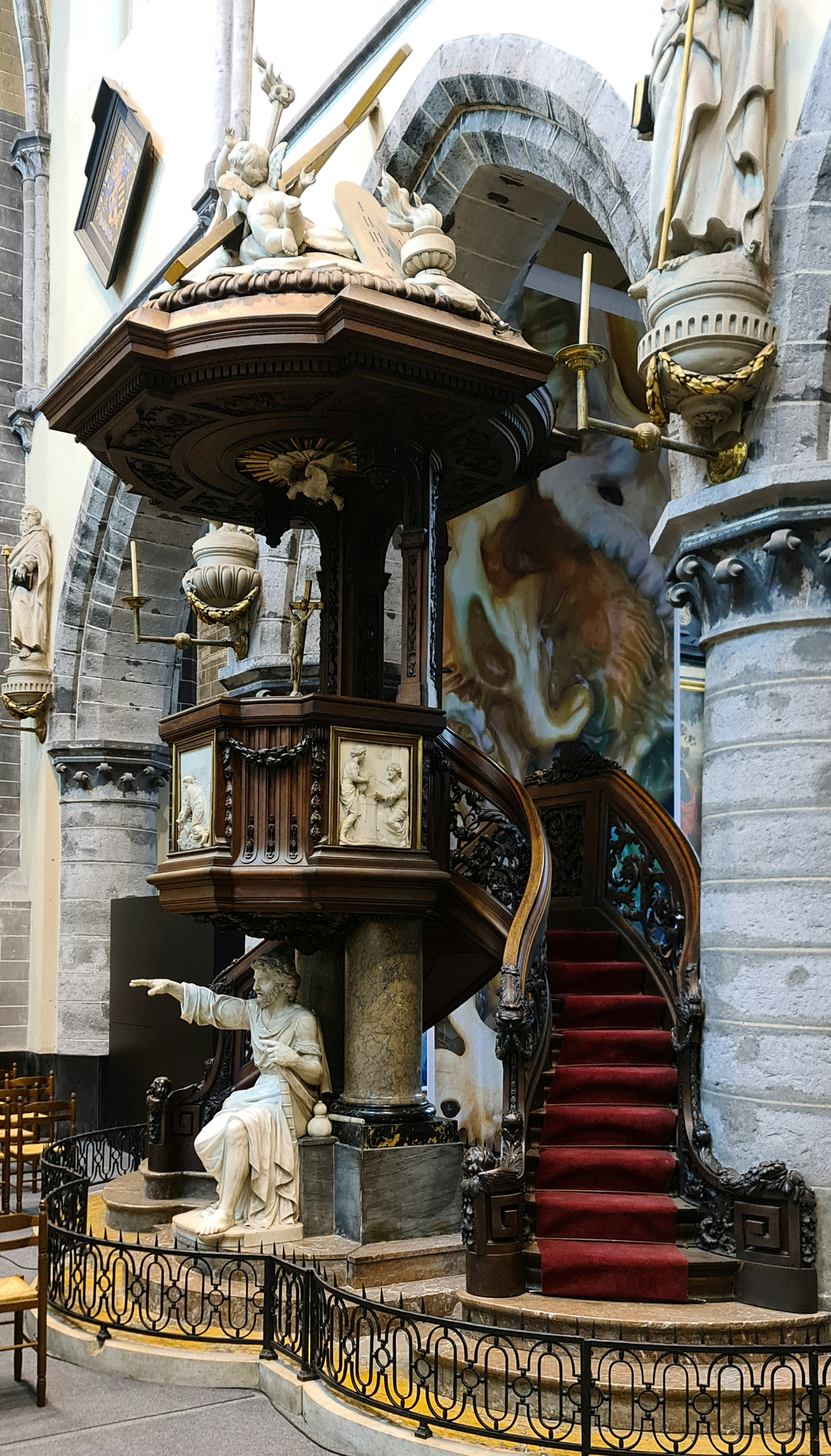
Kanzel

Beichtstühle

Das Innere zeigt eine nüchterne, überwiegend gotische Gestaltung. Der Aufriss ist zweiteilig mit Obergadenfenstern. Säulen auf achteckigen Sockeln (unter dem heutigen Fußboden) mit Blattkapitellen und achteckiger Deckplatte tragen die Spitzbögen, die die verschiedenen Kirchenschiffe voneinander trennen; die Pfeiler zwischen den Kirchenschiffen und den Seitenkapellen ruhen auf einem achteckigen Sockel. Der Raum ist mit Kreuzrippengewölben mit breiten Rippen (aus Sandstein und im Mittelschiff aus Tournai-Kalkstein) und Gurtbögen auf Konsolen überspannt, die durch ein Gesims verbunden sind. Der Chor hat eine dreiteilige Struktur mit achteckigen Pfeilerkapitellen (die Basen liegen unter dem Bodenniveau) und Spitzbögen mit Kreuzrippengewölbe, die ebenfalls auf Konsolen ruhen. Der Übergang zu den Kranzkapellen ist durch profilierte Bündelpfeiler mit Spitzbögen geöffnet.

## Ausstattung
Besonders erwähnenswert ist der Tabernakelturm aus dem Jahr 1593 im Renaissancestil, der aus weißem und schwarzem Marmor und Kupfer besteht und mit Szenen aus dem Alten und Neuen Testament verziert ist. Der Hauptaltar von J. Cox ist ein Werk aus dem Jahr 1657. Die Seitenaltäre aus Marmor stammen aus dem 17. und 18. Jahrhundert, das Chorgestühl und die Kommunionbank aus der Zeit um 1830.
Die Kanzel aus den Jahren 1786–1791 über der Marmorstatue des heiligen Apostels Jakobus des Älteren ist ein Meisterwerk von Ch. van Poecke. Mehrere künstlerisch wertvolle Beichtstühle sind Werke vom Ende des 17. und 18. Jahrhunderts. Die Kirche enthält eine reiche Gemäldesammlung und vielfältige Schätze, die von Pater Verstraaten ausführlich beschrieben werden. Unter diesen Gemälden sind Werke von
- Robert van Audenaerde,
- Jan Boeckhorst,
- Jan van Cleef,
- Michiel Coxcie mit Triptychon der Kreuzigung Christi (Vlaamse Meesters in Situ),[2]
- Gaspar de Crayer,
- Antoon van den Heuvel,
- Nicolaas de Liemaekere,
- Jean-Baptiste Maes,
- Gillis le Plat,
- Lucas van Uden.

Mehrere Grabdenkmäler, darunter das Grabmal von Jan Palfijn von Ch. van Poecke aus dem Jahr 1784 und das Grabmal von G. Bronchorst und M. de Warlusel aus dem Jahr 1659 von J. Mattheys.
Die Orgel ist ein Neubau aus dem Jahr 1956 von Joseph Loncke & zonen in dem Gehäuse einer Orgel aus dem Jahr 1772 von Pieter van Peteghem mit heute 41 Registern auf drei Manualen und Pedal.